# Krzysztof Bielak
Krzysztof Bielak (ur. 1951) – polski koszykarz występujący na pozycji obrońcy, wielokrotny medalista mistrzostw Polski.

## Osiągnięcia
Na podstawie, o ile nie zaznaczono inaczej.
Drużynowe
- Mistrz Polski (1971, 1972, 1973)
- Wicemistrz Polski (1970)

Reprezentacja
- Uczestnik mistrzostw Europy U–18 (1970 – 6. miejsce)[2]
- Brąz turnieju Alberta Schweitzera U–18 (1969 – Mannheim)